# Templo de Isis (Delos)
El Templo de Isis fue un antiguo templo griego dedicado a Isis en la isla de Delos (Grecia), cuyas ruinas forman parte del yacimiento arqueológico de Delos, declarado Patrimonio de la Humanidad por la Unesco.Más concretamente, el yacimiento forma parte de una  vasta zona situada alrededor del monte cinto.  

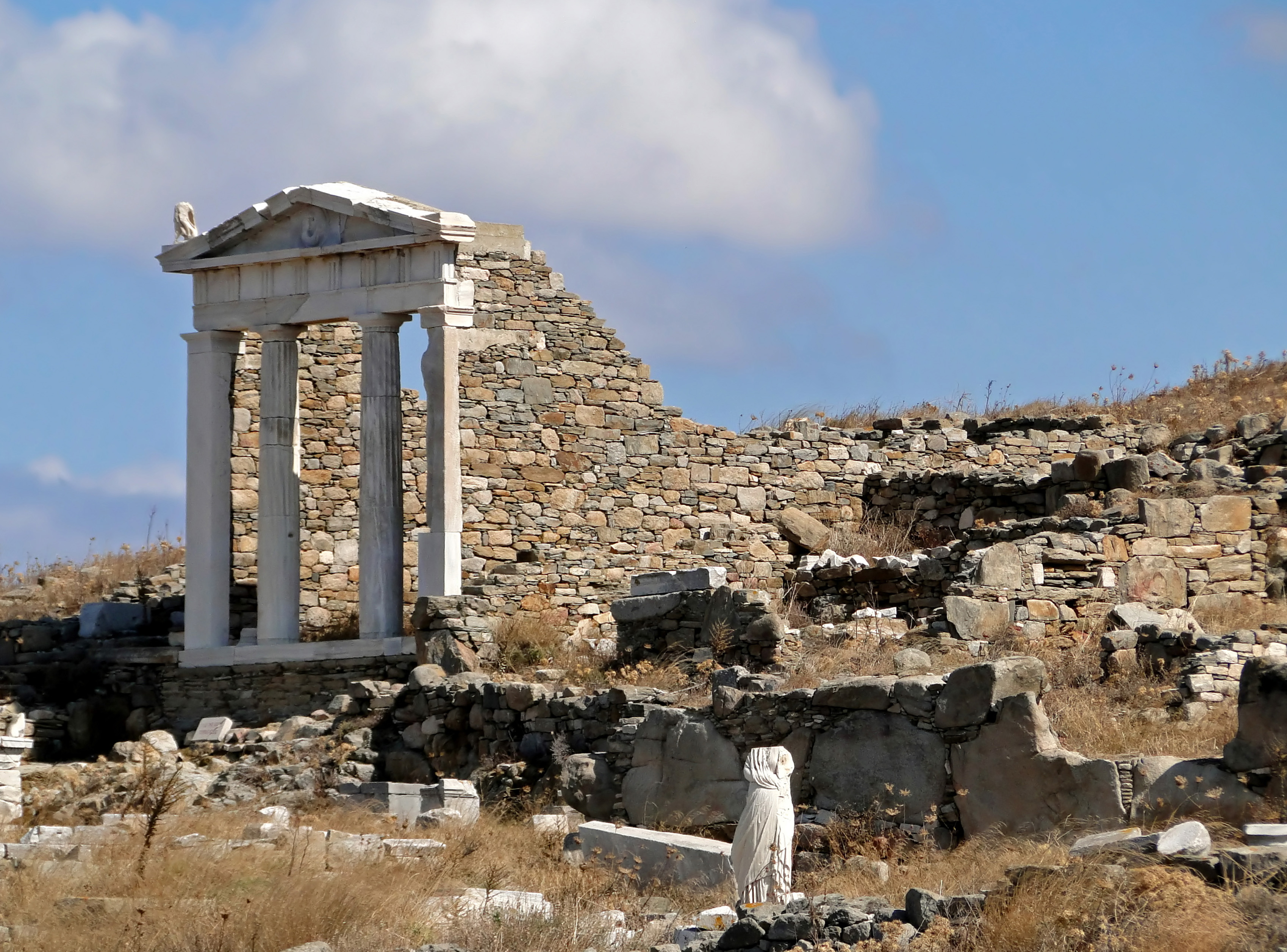
Ruinas del templo.

Se construyó en el período helenístico en torno al 166-88 a. C. En esta época comenzaron a construirse en Delos santuarios de cultos importados del extranjero, como Egipto. El templo estaba situado al este del Teatro de Delos, en el lado oriental de la zona del Serapeioum C. Inmediatamente al norte se encontraba el Templo de los dioses egipcios , terminado más o menos en la misma época.
Era de  estilo dórico. Medía unos 12 m de largo y 5,1 m de ancho. El templo tenía un pronaos con dos columnas delante y una naos o cella abierta al oeste. La naos tenía una gran imagen de culto de Isis. En el lado norte del edificio había una puerta que conducía al templo de los dioses egipcios. Delante del templo, en su lado oeste, había un altar. La fachada del templo ha sido restaurada, y los restos del culto a Isis también se han colocado en la naos.